# José Simeón
José Simeón Luján es un baloncestista español. Nació en Silla (Valencia) España. Juega de Base y su primer equipo fue Valencia Basket Club. Actualmente juega en el Força Lleida de la Liga LEB Oro.

## Trayectoria
Está considerado un base con cualidades para la dirección del juego, gran intensidad y buena lectura, además de tener gran mentalidad de equipo, factores que le llevan a ser en uno de los bases españoles con más proyección actualmente en la liga ACB.
Jugador salido de la cantera del Valencia Basket Club, en cuya primera temporada (2009-2010) en el primer equipo conquistó la Eurocup.
Simeón, además, es un habitual en las categorías inferiores de la selección española. 
En 2011  se proclama campeón de Europa Sub-20 y se convierte en la nueva incorporación del Força Lleida. El base valenciano se ha desvinculado del Valencia Basket, entidad en la que ha transcurrido toda su carrera deportiva, para buscar en la Adecco Oro los minutos que no tuvo su última temporada en la ACB. De este modo, el jugador ya pertenece completamente a un Lleida que ha apostado fuerte por él, siendo uno de los pilares del equipo, de hecho es el capitán desde la temporada 2013/14.

## Clubes
- Valencia Basket Club - (España) - 2002 - 2011
- Força Lleida - (España) - 2011 - 2016
- "Club Baloncesto Peixefresco Marín" - (España) - 2016
- Força Lleida - (España) -  2017

## Títulos
- Campeón Eurobasket U20 2011 con España.
- Campeón de la EuroCup 2010 con Power Electronics Valencia
- Medalla de Bronce Selección española Sub-20 en el Eurobasket 2010 de Croacia.
- Medalla de oro Selección española Sub-20 en el Eurobasket 2011 de Bilbao.